# Esseltub

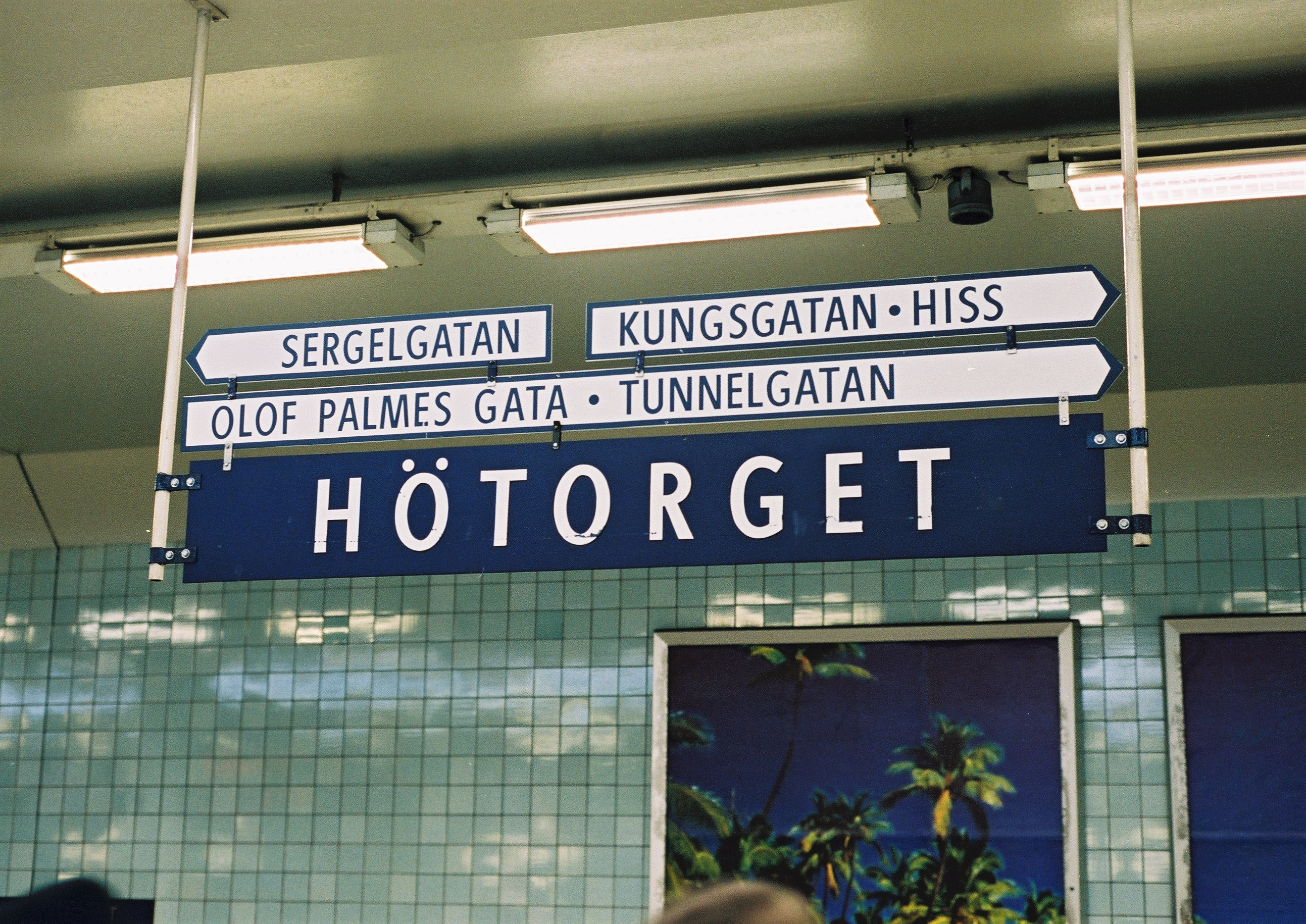
Skylt på t-banestationen vid Hötorget i typsnittet SL-grotesk.

Esseltub (även Esseltube) är ett typsnitt som är snarlikt det som tidigare användes i Stockholms tunnelbana. Typsnittet skapades av Stig Åke Möller och kallades först SS-grotesk och senare SL-grotesk innan det digitaliserades av Bo Berndal och fick namnet Esseltub.
Under 1980-talet byttes skyltarna på de flesta tunnelbanestationer ut mot svarta och vita skyltar med först typsnittet Helvetica, senare ett snarlikt typsnitt som ibland kallats SL Nova. Detta då man ansåg att de gamla blå-vita skyltarna tog för mycket uppmärksamhet från konsten. Vidare har en del av dessa skyltar på senare tid byts ut mot skyltar med gul text på blå botten och typsnittet FF Meta av Veolia Transport (tidigare Connex), det företag som fram till och med den 1 november 2009 drev tunnelbanan och dess stationer åt Storstockholms Lokaltrafik. En annan variant framtogs runt 2005 för Stockholms pendeltåg med typsnittet FF Meta med blå botten och vit text.
Runt 2010 framtogs en ny visuell identitet för SL som bland annat innehöll en plan för nytt skyltprogram i SL-trafiken. Skyltprogrammet blev dock aldrig klart men lämnade ett par prototyper ute i SL-trafiken. Dessa finner man bland annat längs med hela Nockebybanan, i Spånga station och Jakobsbergs bussterminal. 
År 2016 släppte SL sin nya grafiska profil framtaget av byrån FamiljenPangea. Grafiska profilen innehåller bland annat ett helt nytt skyltprogram och det nya typsnittet SL Gothic. Skyltarna består av ljuslådor med grå botten med vit text. Dessa nya skyltar har successivt ersatt de gamla skyltarna i samband med renovering av stationerna. Pendeltågsstationerna använder sig dock av Trafikverkets skyltprogram då pendeltågsstationerna är statligt ägda, även om stationerna endast betjänar Stockholms pendeltåg.